# Cold War Kids
Cold War Kids is een rockband met blues- en indie-invloeden uit de Amerikaanse staat Californië. De groep bestaat uit vier muzikanten en is in 2004 opgericht. Cold War Kids bracht drie albums uit.
De bezetting van Cold War Kids is na de oprichting niet meer veranderd. Nathan Willett is de voorman en zanger van de groep, en bespeelt verder de piano of (elektrische) gitaar. De tweede zangpartij wordt gedaan door Jonnie Russell, die eveneens gitaar en piano bespeelt. Matt Maust speelt de basgitaar en Matt Aveiro is de drummer van de groep.

## Opkomst
Na verschillende eerdere ep's kwam in 2006 de debuutplaat van de groep uit, waarmee ze internationaal enige bekendheid in het alternatieve muziekcircuit verwierven. Dit debuutalbum heet "Robbers & Cowards".
In 2008 verscheen de opvolger, die de naam "Loyalty to Loyalty" kreeg. Het album bracht niet veel teweeg bij de media. Volgens de groep kwam dit voornamelijk door een te korte voorbereidingstijd voor het maken van het album. Matt Aveiro zegt in een interview achteraf ook Loyalty to Loyalty "geen volwaardig album" te vinden.
Cold War Kids brak voor het derde album "Mine is Yours" (uit 2011) met de muziekkleur van de eerdere albums. Dit kwam mede door de nieuwe producer waarmee de groep ging samenwerken: Jacquire King (producer van onder meer Norah Jones en Kings of Leon). De muziekstijl richtte zich op deze plaat meer op popmuziek en daarmee op een breder publiek. De eerste twee albums had de groep zelf geproducet.
Door de jaren heen is de groep vaak getypeerd geweest als een "Christian Rock"-groep: een rockgroep met (sterk) christelijke motieven, vanwege de christelijke thema's in verschillende liedjes van de groep. Cold War Kids heeft echter altijd ontkend zichzelf als een christianrockgroep te zien, en het geloof niet als het centrale onderwerp van hun muziek te zien.

## Discografie

### Albums
| Album met eventuele hitnotering(en) in de Nederlandse Album Top 100 | Datum van verschijnen | Datum van binnenkomst | Hoogste positie | Aantal weken | Opmerkingen |
| ------------------------------------------------------------------- | --------------------- | --------------------- | --------------- | ------------ | ----------- |
| Robbers & Cowards                                                   | 02-02-2007            | 17-02-2007            | 96              | 1            |             |

| Album met hitnotering(en) in de Vlaamse Ultratop 200 albums | Datum van verschijnen | Datum van binnenkomst | Hoogste positie | Aantal weken | Opmerkingen |
| ----------------------------------------------------------- | --------------------- | --------------------- | --------------- | ------------ | ----------- |
| Robbers & Cowards                                           | 02-02-2007            | 17-02-2007            | 43              | 6            |             |
| Loyalty to Loyalty                                          | 19-09-2008            | 27-09-2008            | 29              | 6            |             |
| Mine Is Yours                                               | 21-01-2011            | 05-02-2011            | 54              | 3            |             |

### Singles
| Single met eventuele hitnotering(en) in de Nederlandse Top 40 | Datum van verschijnen | Datum van binnenkomst | Hoogste positie | Aantal weken | Opmerkingen                 |
| ------------------------------------------------------------- | --------------------- | --------------------- | --------------- | ------------ | --------------------------- |
| Finally Begin                                                 | 07-03-2011            | -                     |                 |              | Nr. 99 in de Single Top 100 |
| Royal Blue                                                    | 2011                  | -                     |                 |              | Nr. 94 in de Single top 100 |

| Single met hitnotering(en) in de Vlaamse Ultratop 50 | Datum van verschijnen | Datum van binnenkomst | Hoogste positie | Aantal weken | Opmerkingen |
| ---------------------------------------------------- | --------------------- | --------------------- | --------------- | ------------ | ----------- |
| Louder Than Ever                                     | 20-12-2010            | 22-01-2011            | tip31           | -            |             |